# 이정보 (1944년)
이정보(李廷甫, 1944년 1월 7일 ~ , 충청남도 논산)는 관세청 차장과 보험감독원 원장 등을 지낸 대한민국의 경제부처 공무원이다.
서울대 상대를 수석 졸업하고 행정고시 7회에 합격한 뒤 공직생활 대부분을 재무부 금융사이드에서 일한 정통 경제관료 출신.
경제기획원 사무관을 시작으로 청와대 비서실, 재무부 보험국장, 세무대학장, 관세청차장, 신용보증기금 이사장, 보험감독원장 등을 역임.

## 학력
- 경기고등학교 졸업
- 서울대학교 경제학과 경제학 학사
- 서울대학교 대학원 경제학 석사
- 하와이대학교 대학원 경제학 석사

## 약력
- 제7회 고등고시 행정과 합격
- 재무부 보험국장
- 세무대학장
- 관세청 차장
- 신용보증기금 이사장
- 보험감독원 원장
- 신한은행 사외이사
- 신한생명 사외이사

## 참고 자료
- 이정보 네이트 인물검색